# Zalabiye
Zalabiye (Arabisch: زلبيّة) is een archeologische vindplaats op de linkeroever van de Eufraat in het gouvernement Deir ez-Zor in Syrië.
De vindplaats ligt vlak bij een smalle doorgang in de vallei van de Eufraat tussen klippen van basalt, en die al-khanuqa, "de wurger" genoemd wordt. Op de andere oever, ongeveer 3 km stroomopwaarts, ligt de gelijktijdige stad Halabiye. Zalabiye werd gesticht in de derde eeuw n.Chr. toen het Palmyreense Rijk zich vanuit de oasestad Palmyra uitbreidde in de richting van de Eufraat. De verdedigingswerken werden daarna verbeterd door de Byzantijnse keizer Justinianus I (527–565) als onderdeel van zijn programma om de oostelijke grens van het rijk te versterken.
Halabiye is gebouwd op een rechthoekige plattegrond omringd door een verdedigingsmuur met vierkante torens. De plaats heeft schade opgelopen als gevolg van aardbevingen en erosie door de Eufraat. Halabiye werd ook gebruikt als steengroeve voor ballast voor de nabijgelegen spoorlijn. Tegenwoordig staan alleen de oostelijke muur met acht torens en een poort nog overeind. Ten noorden en oosten van Zalabiye lagen voor de stadsmuren uitgebreide buitenwijken. Ongeveer 1 km stroomopwaarts van Zalabiye lag een dam in de Eufraat met een kanaal op de rechteroever van de rivier. Dit kanaal is waarschijnlijk in de eerste eeuw n.Chr. aangelegd, maar stamt mogelijk zelfs al uit de Late Bronstijd. De lokale bevolking heeft het kanaal naar de legendarische koningin Semiramis genoemd.
Er bestaan plannen voor de bouw van een dam stroomafwaarts van Halabiye en Zalabiye. Als deze uitgevoerd zouden worden, dan zou Zalabiye overstroomd worden. Er werden plannen ontwikkeld door de Syrische overheid, het VN-Ontwikkelingsprogramma en UNESCO om het effect van de overstroming op de ruïnes van Halabiye en Zalabiye te beperken.